# Sisterworld
Sisterworld är Liars femte studioalbum, släppt 9 mars 2010 av Mute Records. På vissa utgåvor av albumet finns en bonusskiva med remixer av bland annat Bradford Cox, Thom Yorke och Tunde Adebimpe.

## Låtlista
All sångtext är skriven av Angus Andrew, alla låtar är komponerade av Liars.
| Nr           | Titel                            | Längd |
| ------------ | -------------------------------- | ----- |
| 1.           | Scissor                          | 3:39  |
| 2.           | No Barrier Fun                   | 2:58  |
| 3.           | Here Comes All the People        | 3:28  |
| 4.           | Drip                             | 4:15  |
| 5.           | Scarecrows on a Killer Slant     | 4:15  |
| 6.           | I Still Can See an Outside World | 3:14  |
| 7.           | Proud Evolution                  | 5:03  |
| 8.           | Drop Dead                        | 3:37  |
| 9.           | The Overachievers                | 3:16  |
| 10.          | Goodnight Everything             | 4:33  |
| 11.          | Too Much, Too Much               | 3:59  |
| Total längd: | Total längd:                     | 42:11 |